# George Edward Massee
 George Edward Massee (1850 — 1917), foi um micologista inglês.

## Biografia
Massee frequentou a Escola de Artes de York e a Faculdade  Downing. Entre 1893 e 1915  assumiu como micologista nos Jardins Botânicos Reais de Kew substituindo Mordecai Cubitt Cooke (1825 - 1914). Foi Cooke que o incentivou no estudo e pesquisas sobre os fungos e o contato com outros micologistas.
Foi redator do jornal  Grevillea  que comprou de Cooke , com outro sócio,  em 1892, porém este periódico sobreviveu por apenas mais dois anos. Foi fundador e o primeiro presidente da Sociedade Micológica Britânica.
Como micologistas realizou viagens de coletas de amostras nas Índias Ocidentais e na América do Sul.
Descreveu as espécies Chlorophyllum molybdites  e Inocybe fuscodisca , e o gênero Chlorophyllum.

## Publicações
- A monograph of the genus Lycoperdon no Jornal da Sociedade Microscópica Real 1887:5 pp. 701 - 727 ( 1887)
- On the presence of sexual organs in Aecidium in Annals of Botany 2:5 pp. 47 - 51 ( 1888)
- A revision of the genus Bovista no Jornal de Botânica 26:4 pp. 129 - 137 ( 1888)
- A monograph of the Thelephoraceae: I. no Jornal da Sociedade Linneana. Botânica 25:170 pp. 107 - 155 ( 1890)
- A monograph of the Thelephoraceae: II. No Jornal da Sociedade Linneana(1891) . Botânica 27:181 pp. 95 - 205 ( 1891)
- A monograph of the British Gasteromycetes nos Anais de Botânica 4:13 pp. 1 - 103 ( 1891)
- British Fungus Flora. Volume 1 ( 1892), volume 3 e 4 ( 1893) e volume 4 ( 1895)
- A revision of the genus Cordyceps nos Anais de Botânica  9:33 pp. 1 - 44 ( 1895)
- A monograph of the Geoglossaceae nos Anais de Botânica 11:42 pp. 225 - 306 ( 1897)
- The structure and affinities of the British Tuberaceae nos Anais de Botânica 23:90 pp. 243 - 263 ( 1909)
- British fungi with a chapter on Lichens ( 1911)